# Toxorhina (Toxorhina) curtipennis
Toxorhina (Toxorhina) curtipennis is een tweevleugelige uit de familie steltmuggen (Limoniidae). De soort komt voor in het Afrotropisch gebied.